# ایمی ویلیامز
ایمی جوی ویلیامز، (انگلیسی: Amy Williams؛ زادهٔ ۲۹ سپتامبر ۱۹۸۲) یک اسکیلتون ران سابق بریتانیایی و برنده مدال طلای المپیک است.
وی در ابتدا دونده بود و پس از تجربه ورزش اسکلتون در پیست آغازگر در دانشگاه بث، به این ورزش روی آورد. اگرچه نتوانست برای المپیک زمستانی ۲۰۰۶ واجد شرایط شود، اما چهار سال بعد در بازی های المپیک ۲۰۱۰ به تیم کشورش پیوست و مدال طلا گرفت و تبدیل به اولین ورزشکار بریتانیایی شد که در المپیک زمستانی در مدت ۳۰ سال مدال طلا کسب کرده و تنها مدال آور بریتانیایی آن المپیک خاص بود.

#### زندگی و تحصیلات اولیه
ویلیامز در کمبریج متولد شد و در باث بزرگ شد و تحصیلات خود را در مدرسه فناوری هایزفیلد، مدرسه بیچن کلیف و دانشگاه باث گذراند.
پدر وی، ایان ویلیامز، استاد شیمی در دانشگاه باث است و مادرش، جانت ویلیامز، ماما سابق است. وی یک خواهر دوقلو و یک برادر بزرگتر دارد.

#### حرفه
ویلیامز در ابتدا دونده ۴۰۰ متر بود، اما نتوانست برای تیم ملی دو و میدانی بریتانیا واجد شرایط شود. او در سال ۲۰۰۲ پس از تجربه ورزش اسکلتون در پیست آغازگر دانشگاه باث شروع به رقابت در این رشته کرد. او تجربه اولیه خود در پیست اسکلتون را هیجان انگیز و ترسناک توصیف کرد، اما به هر حال از آن لذت برد و به تمرین در این رشته ادامه داد.
در اولین رویداد بزرگ خود، قهرمانی های جهانی ۲۰۰۹ در دریاچه پلاسید، او مدال نقره را کسب کرد.
ویلیامز نتوانست برای المپیک زمستانی ۲۰۰۶ در تورین ایتالیا واجد شرایط شود، زیرا بریتانیا تنها اجازه داشت یک ورزشکار اسکلتون را در این رقابت ها وارد کند که این جایگاه توسط شلی رادمن به دست آمد و او در نهایت مدال نقره را کسب کرد. چهار سال بعد، او برای المپیک زمستانی ۲۰۱۰ در ونکوور، بریتیش کلمبیا، کانادا واجد شرایط شد، جایی که کشورش اجازه داشت دو ورزشکار اسکلتون را به این رقابت ها بفرستد.
در بازی های ۲۰۱۰، ویلیامز مدال طلا در رشته اسکلتون زنان را به دست آورد و رکورد پیست را دو بار شکست و با فاصله بیش از نیم ثانیه به پیروزی رسید. در پایان روز اول، ویلیامز با ۰.۳ ثانیه برتری نسبت به جایگاه دوم، کرستین زیس مکویاک، یک اعتراض از سایر کشورها دریافت کرد که مدعی شدند اجزای کلاه وی دارای مزیت آیرودینامیکی غیرقانونی است. این اعتراض ها توسط فدراسیون بین المللی باب اسلاید و توبوگانینگ رد شد، که روزها پیش تر کلاه با برآمدگی های آن را تایید کرده بود.
ویلیامز تبدیل به اولین زن بریتانیایی شد که در یک رویداد فردی مدال طلای المپیک زمستانی را پس از ۳۰ سال کسب کرد و اولین زن بریتانیایی بود که از سال ۱۹۵۲ در المپیک زمستانی مدال طلا دریافت کرد.

#### پس از بازنشستگی
در تاریخ ۱ مه ۲۰۱۲، ویلیامز اعلام کرد که از ورزش اسکلتون بازنشسته شده و اعلام کرد که مصدومیت ها دلیل اصلی کنار گذاشتن این رشته هستند.
در ژانویه ۲۰۱۳، شبکه BBC Two اعلام کرد که ویلیامز به عنوان همکار مجری در سری ۳۵ برنامه Ski Sunday حضور خواهد داشت.
پس از دعوت تونی جاردین، کارشناس ورزش های موتوری و راننده نیمه وقت رالی، ویلیامز موافقت کرد که به عنوان همراه راننده در یک هوندا سیویک در رالی GB شرکت کند. پس از دریافت گواهی نامه، این دو به موفقیت تمرین کرده و برای شرکت در رالی GB ۲۰۱۳ در ولز واجد شرایط شدند.
ویلیامز همچنین به عنوان سفیر تیم GB و همراه رابین کازینز، نقشی به عنوان تحلیلگر در تیم گویندگان بی بی سی در ورزش های یخی اسکلتون و باب اسلاید به عهده گرفت.
در تاریخ ۲۵ آوریل ۲۰۱۴ اعلام شد که ویلیامز به عنوان مجری جدید برنامه The Gadget Show از شبکه Channel 5 به جای ریچل رایلی قرار خواهد گرفت. وی برای سری ۲۰۱۷ این برنامه تصمیم به ترک آن گرفت تا به فرزند خود رسیدگی کند.
در آگوست ۲۰۱۵، ویلیامز با کریگ هم ازدواج کرد، ۱۸ ماه پس از اولین دیدارشان از طریق تندر. این زوج در کلیسای سنت نیکلاس در بثامپتون، روستای محل رشد ویلیامز ازدواج کردند.
در سال ۲۰۱۸، ویلیامز به عنوان بخشی از تیم بی بی سی برای پوشش بازی های المپیک زمستانی ۲۰۱۸ در پیوست.

#### جوایز و افتخارات
ویلیامز در مراسم افتخارات سال ۲۰۱۰ به عنوان عضو مرتبه امپراتوری بریتانیا (MBE) منصوب شد.
وی در تاریخ ۵ ژوئن ۲۰۱۰ به عنوان آزادگان افتخاری شهر باث منصوب شد.